# Angola Air Charter
Angola Air Charter is een Angolese luchtvrachtmaatschappij met thuisbasis in Luanda. Angola Air Charter werd opgericht in 1988 als TAAG Charter door TAAG Angola Airlines. In 1991 kwam de maatschappij in andere handen en werd de naam gewijzigd in Angola Air Charter. Angola Air Charter staat op de Luchtvaartmaatschappijen op de Europese zwarte lijst.

## Vloot
De vloot van Angola Air Charter bestaat uit: (juli 2016)
- 1 Boeing 737-200